# تشارلي غريم
تشارلي غريم (بالإنجليزية: Charlie Grimm)‏ هو لاعب كرة قاعدة أمريكي، ولد في 28 أغسطس 1898 في سانت لويس في الولايات المتحدة، وتوفي في 15 نوفمبر 1983 في سكوتسديل في الولايات المتحدة بسبب سرطان.

## وصلات خارجية
- تشارلي غريم على موقعبيزبول رفرنس.كوم (الدوري الرئيسي) (الإنجليزية)
- تشارلي غريم على موقعبيزبول رفرنس.كوم (الدوري الثانوي) (الإنجليزية)